# Jatropha elliptica
Jatropha elliptica là một loài thực vật có hoa trong họ Đại kích. Loài này được (Pohl) Oken mô tả khoa học đầu tiên năm 1841.